# Сулемин, Григорий Владимирович
Григорий Владимирович Сулемин (род. 26 октября 1986) — российский дзюдоист, чемпион и призёр чемпионатов России, серебряный призёр чемпионата Европы 2012 года в Челябинске. Мастер спорта России международного класса. В октябре 2011 года занимал 86 позицию в рейтинге Международной федерации дзюдо. В марте 2012 года в этом рейтинге поднялся на 69 позицию.

## Спортивные достижения
- Первенство России по дзюдо среди юниоров 2005 года — ;
- Чемпионат России по дзюдо 2005 года — ;
- Первенство России по дзюдо среди молодёжи 2006 года — ;
- Первенство России по дзюдо среди молодёжи 2007 года — ;
- Чемпионат России по дзюдо 2010 года — ;
- Чемпионат России по дзюдо 2011 года — ;
- Чемпионат России по дзюдо 2016 года — ;